# Las Delicias (Santiago del Estero)
Las Delicias es una localidad argentina ubicada en el departamento Pellegrini de la provincia de Santiago del Estero. Se halla en la intersección de las rutas provinciales 176 y 204, la primera la vincula al norte con Nueva Esperanza y al sur con La Aurora, la segunda la vincula al oeste con El Bobadal.
Entre las actividades económicas se destaca la cría de ganado caprino. Cuenta con subcomisaría, puesto de salud y escuela, colegio secundario, jardín de infantes, 4 clubes de fútbol, 2 templos evangélicos, 1 templo católico, Juzgado de Paz, varios comercios, una estación de servicio, una plaza y un parque en construcción. Fue visitada en una década 8 veces por gobernadores. Se realiza anualmente en septiembre el Festival del Maestro Rural que lleva 14 ediciones. Se están haciendo importantes obras hídricas para satisfacer la creciente demanda por la expansión  poblacional.
A 25 km de Las Delicias se instaló la segunda colonia menonita de la provincia.

## Población
Cuenta con 639 habitantes (Indec, 2010), lo que representa un marcado incremento del 245% frente a los 185 habitantes (Indec, 2001) del censo anterior.
| Gráfica de evolución demográfica de Las Delicias entre 1991 y 2010 |
|                                                                    |
| Fuente: Censos nacionales del INDEC                                |

## Galería

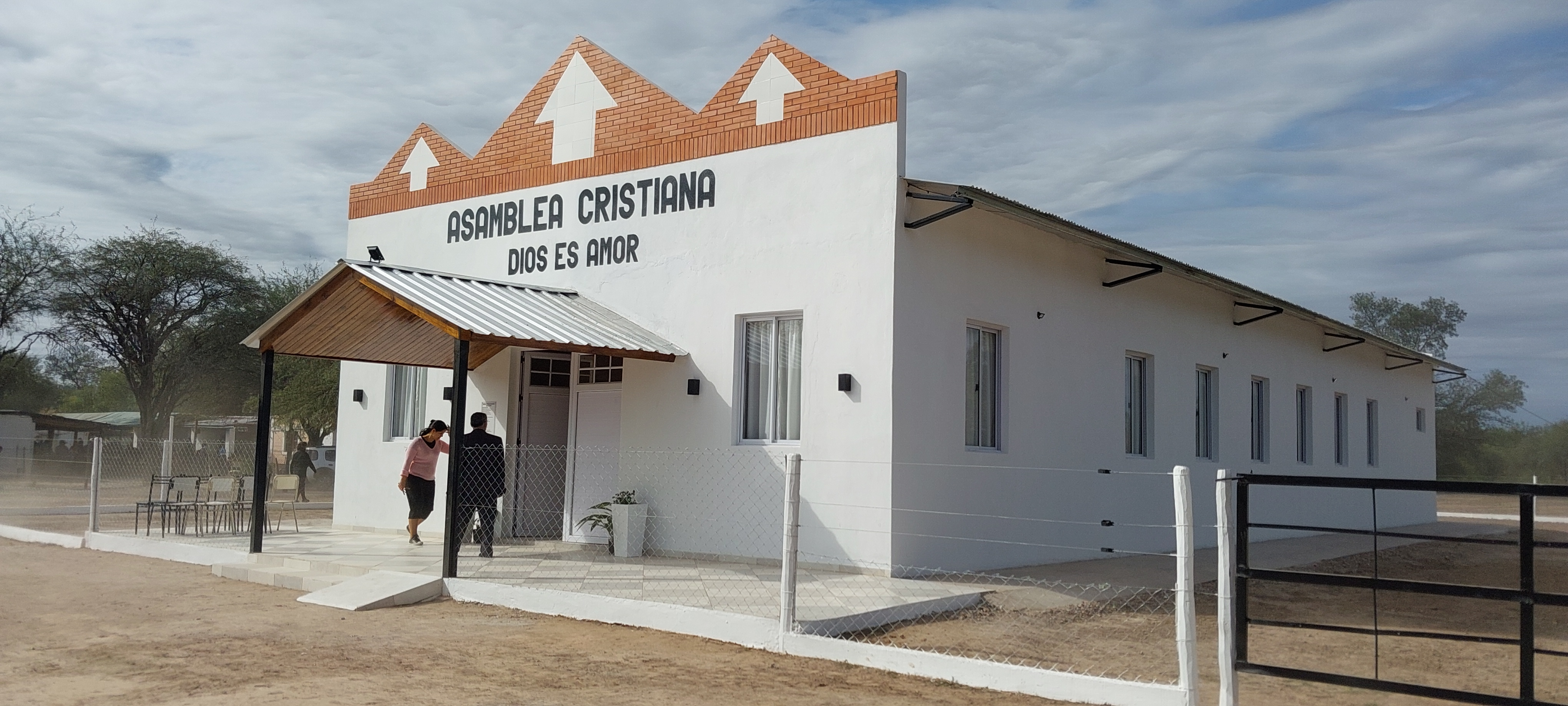
Iglesia Evangélica Asamblea Cristiana Dios es Amor en el Paraje Rural "El Bajo Lindo", a unos 3 kilómetros de la zona urbana, monte adentro